# Gilbert Gabriel
Gilbert Alexander Gabriel (Bruton, 16 novembre 1956) è un polistrumentista e paroliere britannico.

## Biografia
Di origini africane, dopo gli studi liceali alla Sexey's School di Bruton studiò teoria musicale, pianoforte e clarinetto alla Dartington College of Arts di Totnes e alla Goldsmith University di Londra. Formò il suo primo gruppo musicale durante il liceo, a livello amatoriale, chiamato Cosmic Storm, militando in seguito nelle band Harmony Ambulance, The Believers, The Colour of Love e Futurasound. Conobbe Nick Laird-Clowes mentre quest'ultimo militava nei The Act, e con lui formò nei primi anni '80 un duo, The Politics of Paradise, con il quale si esibiva saltuariamente.
Nel 1982 conobbero la polistrumentista Kate St John e con lei Gabriel e Laird-Clowes formarono l'anno seguente un trio, The Dream Academy, con il quale nel 1985 ottennero successo mondiale con i singoli Life in a Northern Town, The Love Parade e con il primo omonimo album, co-prodotto da David Gilmour. Dopo aver registrato altri due album di minore successo (Remembrance Days e A Different Kind of Weather) il gruppo si sciolse nel 1991. Gabriel, oltre a suonare le tastiere, era autore di quasi tutti i testi dei brani della formazione, traendo ispirazione dalle poesie di Williams Carlos Williams ed E.E. Cummings.
Dopo lo scioglimento del gruppo, Gabriel incise un album da solista nel 1999, Lotus, pubblicato per l'etichetta Burning Candle, produsse colonne sonore per alcuni film e serie televisive nel Regno Unito e in Polonia e svolse inoltre attività di lettorato all'Università di Cambridge, a Liverpool e a Cardiff.

## Discografia

### Solista
- 1999 – Lotus